# جبل علي صلاح (السياني)

تعديل مصدري - تعديل

جبل علي صلاح محلة تابعة لقرية الخمعي، التابعة لعزلة الهادس بمديرية السياني إحدى مديريات محافظة إب في الجمهورية اليمنية.، بلغ تعداد سكانها 36 حسب تعداد اليمن لعام 2004.